# Jukka Ammondt
Jukka Kalevi Ammondt (Tampere, 29 luglio 1944) è un insegnante e cantante finlandese.
Docente universitario, ha inciso alcuni dischi di musica pop/rock, comprese molte canzoni di Elvis Presley, in latino.

## Biografia
Jukka Ammondt è professore di letteratura all'Università di Jyväskylä, in Finlandia, ed ha un dottorato in Filosofia. Nel 1992 ha registrato un disco comprendente dei tango cantati in Latino. Nel 1993 è uscito Surun Siivet, versione in Latino di tango del compositore Toivo Kärki; nello stesso anno è uscito un altro album, Tango Triste Finnicum, che ha ricevuto una relativa notorietà a livello internazionale. Nel 1993 ha ricevuto un riconoscimento da Papa Giovanni Paolo II per la sua attività artistica.
Nel 1995 Ammondt ha registrato The Legend Lives Forever in Latin, che presenta versioni latine di canzoni di Elvis Presley (Teddy Bear è diventata Ursus Taddeus, Love Me Tender è Tenere Me Ama, e così via). Nello stesso anno si è esibito in una serie di concerti in USA. Nel 2001 è uscito Three Songs in Sumerian, con Blue Suede Shoes, versi dal Gilgamesh, ed una traduzione del tango finlandese Satumaa cantato in antico Sumero. Oltre ad essere un cantante Jukka Ammondt ha pubblicato anche quattro romanzi.

## Discografia
- Tango-single (1992)
- Surun Siivet (1993)
- Tango Triste Finnicum (1993)
- The Legends Lives Forever in Latin (1995)
  - I I Surrender/ Nune aeternitatis (Pomus / Schuman)
  - II It's Now Or Newer/ Nunc hic aut numquam (Scroeder / Gold)
  - III Can't Help Falling in Love/ Non adamare non possum (Peretti / Creatore/ Weiss)
  - IV It's Impossible / Impossible (Mancanero / Wayne)
  - V Wooden Heart / Cor ligneaum (Wise/Weismann/Twomay/Kaempfert)
  - VI Love Me Tender/ Tedere me ama (Matson/Presley)
  - VII The Wings of Dream/ Alae somnii (Rauno Hänninen/Jukka Ammondt) S
- Rocking in Latin (1997)
  - I Quate, Crepa, Rota/ Shake, Rattle and Roll (Calhoun) 3.00
  - II Mella Fella/Money Honey (Jesse Stone)
  - III Ursus Taddeus/ Teddy Bear (K.Mann, B.love)
  - IV Tu Quidem Recte Sensisti/ I'm Left, You're Right, She's gone (Stanley Kesler/William Taylor) 2.55
  - V Amantes Ut Ego/A Fool Such As I (W. Trader/Billy Marvin/William Marvin)
  - VI Nunc Distrahor/All Shook Up (O. Blackwell/E.Presley) 2.23
  - VII Ai,Nunc Laudi Sis Claudia!/ Lawdy Miss Clawdy 2.32
  - VIII Ne Saevias/Don't Be Cruel (O. Blackwell/E.Presley) 2.26
  - IX Glaudi Calcei/ Blue Suede Shoes I (C. Perkins)
- Three Songs in Sumerian (2001)
  - 1. Gilgamesh 3.29 (Säv. Juha Venäläinen, San. Jukka Ammondt / Elina Bonelius)
  - 2. Blue Suede Shoes 3.57 (Carl L. Perkins)
  - 3. Satumaa/Land of Dreams 3.27 (Unto Mononen)